# Course en ligne féminine des juniors aux championnats du monde de cyclisme sur route 2018

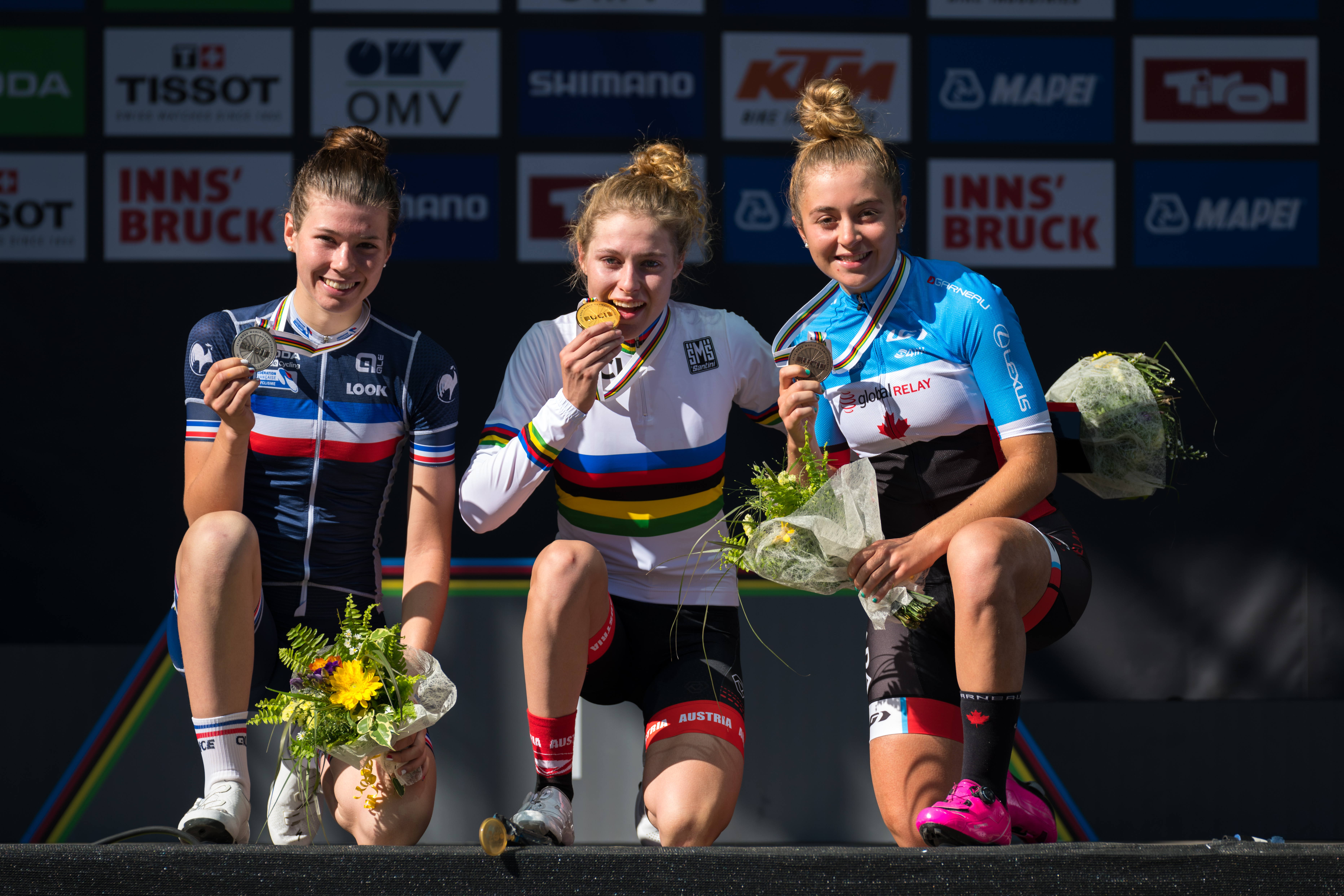
Le podium

La course en ligne féminine des juniors (moins de 19 ans) aux championnats du monde de cyclisme sur route 2018 a lieu sur 71,7 kilomètres le 27 septembre 2018 à Innsbruck, en Autriche.

## Parcours
Le parcours est tracé sur 71,7 kilomètres. Les cyclistes partent de la ville de Kufstein, dans la région du Tyrol. Les 60 premiers sont complètement plats jusqu'à la ville de Schwaz, puis le peloton traverse le district de Schwaz jusqu'aux villes de Buch in Tirol et Scharnitz où les cyclistes passent sur l'Inn. Lors du passage dans la ville de Terfens, les cyclistes font face à la première montée avec une ascension de 2,6 kilomètres avec une pente moyenne de 7 % et des rampes maximales de 14 %. Cette difficile section voit les cyclistes grimper très fort sur 350 mètres avant d'atteindre le plateau de la commune de Gnadenwald. La descente conduit ensuite les cyclistes vers les villages d'Absam, Thaur et Rum avant d'arriver à Innsbruck.
Une fois que le peloton atteint la ville d'Innsbruck, les cyclistes sont confrontés à un circuit à parcourir une fois. Il s'agit d'une boucle de 23,8 kilomètres à travers le district d'Innsbruck, dont une montée de 7,9 kilomètres avec une pente maximale de 10 %, entre Aldrans et la station de ski de Patscherkofel située à 2 246 mètres d'altitude. Ensuite, la descente emmène les cyclistes aux petits villages de Igls et Vill, passant par le célèbre tremplin de saut de ski de Bergisel jusqu'au stade de football, le Tivoli Neu au cœur d'Innsbruck.
Le sommet est situé à 13 kilomètres de l'arrivée. La descente qui suit est de 6 kilomètres et il reste alors 7 kilomètres de plat pour rejoindre  la ligne d'arrivée qui est située en face du palais de Hofburg,.

## Qualification
Le nombre de participants par pays est déterminé par des critères établis par l'Union Cycliste Internationale. La fédération prend en compte le classement par pays de la Coupe des Nations Femmes Juniors. Certains pays reçoivent une invitation à participer à cette course. De même, la championne du monde actuelle (si elle est toujours juniors) et les différentes championnes continentales ont également le droit de participer et ne peuvent être substituées.
| 5 cyclistes                            | 4 cyclistes                                                                             | 3 cyclistes               | 2 cyclistes | 1 cycliste                                               |
| France Grande-Bretagne Pays-Bas Russie | Allemagne Autriche Canada Danemark Espagne États-Unis Italie Kazakhstan Norvège Pologne | Belgique Suisse Slovaquie | Australie Biélorussie Croatie Érythrée Slovénie Hong Kong Irlande Japon Lettonie Nouvelle-Zélande Afrique du Sud Suède Ukraine | Belgique Chili Colombie Israël Lituanie Luxembourg Macao |

## Classement
| Rang                      | Coureur                     | Pays             |    | Temps           |
| ------------------------- | --------------------------- | ---------------- | -- | --------------- |
| Médaille d'or, monde      | Laura Stigger               | Autriche         | en | 1 h 56 min 26 s |
| Médaille d'argent, monde  | Marie Le Net                | France           |    | m.t.            |
| Médaille de bronze, monde | Simone Boilard              | Canada           |    | m.t.            |
| 4                         | Barbara Malcotti            | Italie           |    | m.t.            |
| 5                         | Jade Wiel                   | France           | +  | 14 s            |
| 6                         | Vittoria Guazzini           | Italie           |    | m.t.            |
| 7                         | Camilla Alessio             | Italie           |    | 29 s            |
| 8                         | Aigul Gareeva               | Russie           |    | 56 s            |
| 9                         | Mie Saabye                  | Danemark         |    | 1 min 52 s      |
| 10                        | Maina Galand                | France           |    | m.t.            |
| 11                        | Pfeiffer Georgi             | Grande-Bretagne  |    | m.t.            |
| 12                        | Erika Milena Lopez Botero   | Colombie         |    | m.t.            |
| 13                        | Iuliia Galimullina          | Russie           |    | m.t.            |
| 14                        | Olha Kulynych               | Ukraine          |    | m.t.            |
| 15                        | Anna Baidak                 | Russie           |    | m.t.            |
| 16                        | Veronika Jandova            | Tchéquie         |    | m.t.            |
| 17                        | Marta Jaskulska             | Pologne          |    | 1 min 57 s      |
| 18                        | Eva Jonkers                 | Pays-Bas         |    | m.t.            |
| 19                        | Hannah Ludwig               | Allemagne        |    | m.t.            |
| 20                        | Rozemarijn Ammerlaan        | Pays-Bas         |    | 2 min 2 s       |
| 21                        | Léa Curinier                | France           |    | 4 min 3 s       |
| 22                        | Desiet Tekeste              | Érythrée         |    | m.t.            |
| 23                        | Urara Kawaguchi             | Japon            |    | 4 min 7 s       |
| 24                        | Alena Rytseva               | Russie           |    | 4 min 14 s      |
| 25                        | Katie Clouse                | États-Unis       |    | 4 min 47 s      |
| 26                        | Maeve Gallagher             | Irlande          |    | 4 min 56 s      |
| 27                        | Marketa Hajkova             | Tchéquie         |    | m.t.            |
| 28                        | Catalina Anais Campos Soto  | Chili            |    | m.t.            |
| 29                        | Jasmine Soh                 | États-Unis       |    | m.t.            |
| 30                        | Elynor Backstedt            | Grande-Bretagne  |    | m.t.            |
| 31                        | Abigail Youngwerth          | États-Unis       |    | m.t.            |
| 32                        | Anastasiya Kolesava         | Biélorussie      |    | m.t.            |
| 33                        | Kelsey Van Schoor           | Afrique du Sud   |    | m.t.            |
| 34                        | Matilde Vitillo             | Italie           |    | m.t.            |
| 35                        | Alina Abramenko             | Biélorussie      |    | m.t.            |
| 36                        | Niamh Fisher-Black          | Nouvelle-Zélande |    | m.t.            |
| 37                        | Emeline Eustache            | France           |    | m.t.            |
| 38                        | Magdeleine Vallieres Mill   | Canada           |    | m.t.            |
| 39                        | Mireia Trias Jordan         | Espagne          |    | m.t.            |
| 40                        | Amaia Lartitegi Ormazabal   | Espagne          |    | m.t.            |
| 41                        | Lina Svarinska              | Lettonie         |    | m.t.            |
| 42                        | Marina Uvarova              | Russie           |    | 4 min 59 s      |
| 43                        | Shari Bossuyt               | Belgique         |    | 5 min 47 s      |
| 44                        | Martine Gjos                | Norvège          |    | m.t.            |
| 45                        | Amalie Lutro                | Norvège          |    | m.t.            |
| 46                        | Nika Jancic                 | Slovénie         |    | m.t.            |
| 47                        | Sylvie Swinkels             | Pays-Bas         |    | m.t.            |
| 48                        | Kaitlyn Rauwerda            | Canada           |    | m.t.            |
| 49                        | Akvile Gedraityte           | Lituanie         |    | m.t.            |
| 50                        | Silje Mathisen              | Norvège          |    | m.t.            |
| 51                        | Tina Zuger                  | Suisse           |    | m.t.            |
| 52                        | Dorothea Heitzmann          | Allemagne        |    | m.t.            |
| 53                        | Femke Gerritse              | Pays-Bas         |    | m.t.            |
| 54                        | Lara Gillespie              | Irlande          |    | m.t.            |
| 55                        | Anya Louw                   | Australie        |    | m.t.            |
| 56                        | Daniela Leitane             | Lettonie         |    | 6 min 4 s       |
| 57                        | Ricarda Bauernfeind         | Allemagne        |    | 6 min 28 s      |
| 58                        | Sarah Gigante               | Australie        |    | m.t.            |
| 59                        | Petra Machalkova            | Slovaquie        |    | m.t.            |
| 60                        | Tetyana Yaschenko           | Ukraine          |    | 7 min 30 s      |
| 61                        | Silke Smulders              | Pays-Bas         |    | m.t.            |
| 62                        | Noemi Rüegg                 | Suisse           |    | m.t.            |
| 63                        | Caroline Andersson          | Suède            |    | 7 min 32 s      |
| 64                        | Tereza Saskova              | Tchéquie         |    | 7 min 34 s      |
| 65                        | Julia Borgström             | Suède            |    | m.t.            |
| 66                        | Svetlana Pachshenko         | Kazakhstan       |    | 7 min 50 s      |
| 67                        | Ariana Gilabert Vilaplana   | Espagne          |    | 8 min 11 s      |
| 68                        | Lara Stehli                 | Suisse           |    | 8 min 42 s      |
| 69                        | Katharina Hechler           | Allemagne        |    | 8 min 45 s      |
| 70                        | Dominika Wlodarczyk         | Pologne          |    | 9 min 51 s      |
| 71                        | Radka Paulechova            | Slovaquie        |    | m.t.            |
| 72                        | Lorena De La Fuente Alcalde | Espagne          |    | m.t.            |
| 73                        | Elizabeth Gin               | Canada           |    | m.t.            |
| 74                        | Danait Tsegay               | Érythrée         |    | m.t.            |
| 75                        | Julia Hrtankova             | Slovaquie        |    | m.t.            |
| 76                        | Gabrielle Lehnert           | États-Unis       |    | m.t.            |
| 77                        | Vivien Chiu                 | Hong Kong        |    | m.t.            |
| 78                        | Sofie Kielland Bjerk        | Norvège          |    | m.t.            |
| 79                        | Tatyana Bogdanova           | Kazakhstan       |    | m.t.            |
| 80                        | Vita Movrin                 | Slovénie         |    | 11 s 52         |
| 81                        | Britney Kerr                | Nouvelle-Zélande |    | m.t.            |
| 82                        | Hannah Streicher            | Autriche         |    | 11 min 54 s     |
| 83                        | April Tacey                 | Grande-Bretagne  |    | 13 min 3 s      |
| 84                        | Anzhela Solovyeva           | Kazakhstan       |    | 14 min 24 s     |
| 85                        | Mette Egtoft Jensen         | Danemark         |    | 15 min 5 s      |
| 86                        | Natalia Szymczak            | Pologne          |    | 15 min 46 s     |
| 87                        | Shoko Nakatomi              | Japon            |    | m.t.            |
| 88                        | Emma Christensen            | Danemark         |    | m.t.            |
| 89                        | Karla Kozic                 | Croatie          |    | 17 min 50 s     |
| 90                        | Nina Berton                 | Luxembourg       |    | m.t.            |
| 91                        | Paulina Pastuszek           | Pologne          |    | 17 min 54 s     |
| 92                        | Amy Monkhouse               | Grande-Bretagne  |    | m.t.            |
| 93                        | Amelia Sharpe               | Grande-Bretagne  |    | m.t.            |
| abandon                   | Azulde Britz                | Afrique du Sud   |    |                 |
| abandon                   | Marina Kurnossova           | Kazakhstan       |    |                 |
| abandon                   | Sze Wing Lee                | Hong Kong        |    |                 |
| abandon                   | Ellen Hjollund Klinge       | Danemark         |    |                 |
| abandon                   | Tina Berger-Schauer         | Autriche         |    |                 |
| abandon                   | Dorotea Cargonja            | Croatie          |    |                 |
| abandon                   | Katharina Kreidl            | Autriche         |    |                 |
| abandon                   | Shira Biran                 | Israël           |    |                 |
| abandon                   | Hoi Ian Au                  | Macao            |    |                 |